# Qiu Jin

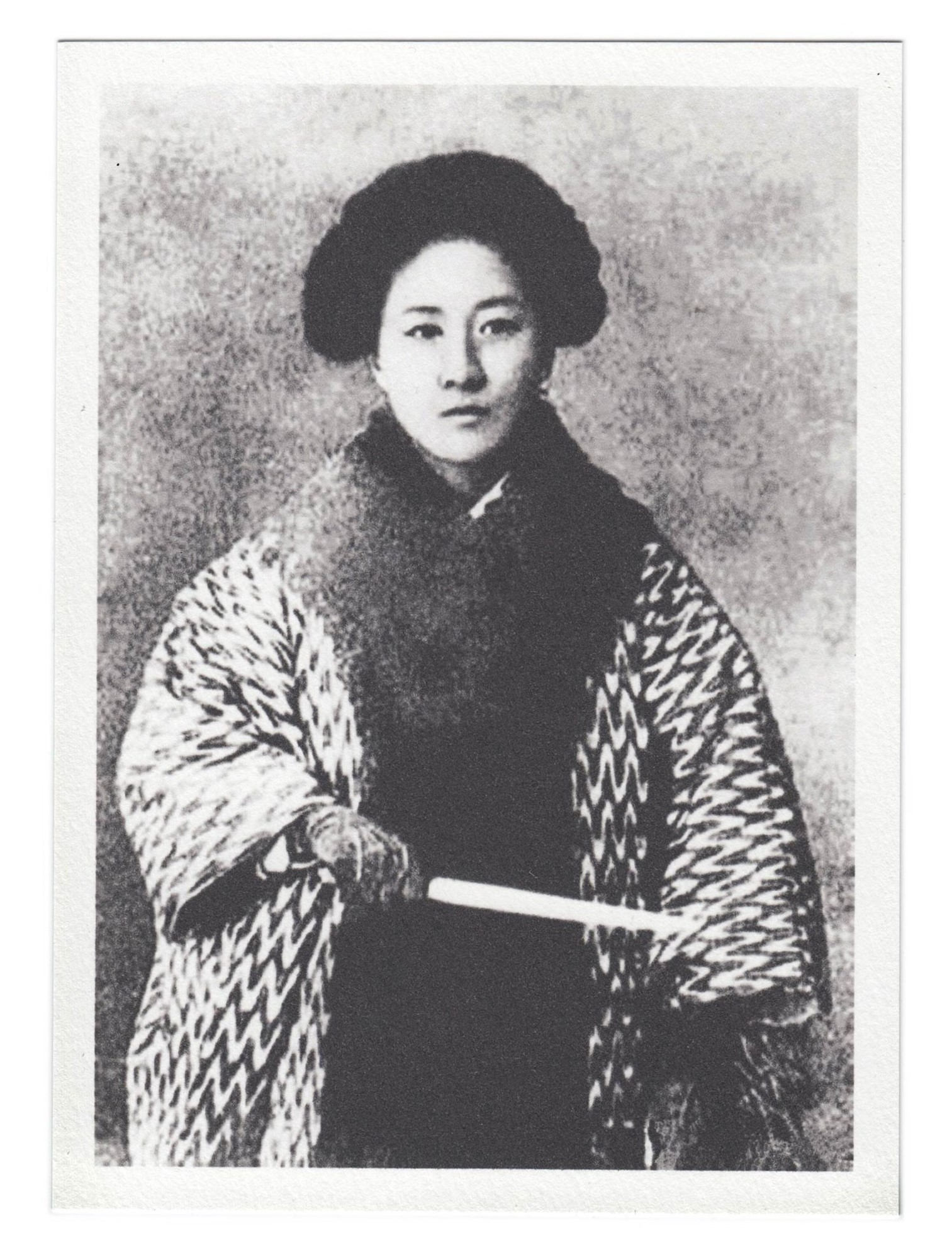
Qiū Jǐn

Qiū Jǐn (chinesisch 秋瑾; * 8. November 1875 in Xiamen, Bezirk Minhou, Provinz Fujian; † 15. Juli 1907 in Shaoxing, Provinz Zhejiang) war eine Ikone der chinesischen Revolution zum Ende der Qing-Zeit, Dichterin und frühe Feministin. Sie wurde nach einem fehlgeschlagenen Aufstand exekutiert. Sie gilt vielen als Märtyrerin und ist als „chinesische Jeanne d’Arc“ bekannt.

## Leben
- Kindheitsname: Yùgū (玉姑)
- Ehrennamen: Xuánqīng (璿卿) und Jìngxióng (競雄)
- Spitzname: Jiànhú Nǚxiá (鑑湖女俠)

### Jugendjahre
Qiu Guijin wurde am 8. November 1875 in einer angesehenen, aber im Abstieg befindlichen Adelsfamilie in der südlichen Hafenstadt Xiamen geboren (einige Forscher gehen von 1877 aus). Sie war das jüngste Kind und einzige Tochter einer Beamtenfamilie aus Shaoxing (Zhejiang). Als ihr Großvater Qiū Jiā Hé einen hohen Beamtenposten (長官) in Xiamen erhielt, zog die gesamte Familie um. Da Xiamen zu dieser Zeit ein britischer Vertragshafen war, hatte ihr Großvater ständig mit den Briten zu tun und war deren Demütigungen ausgesetzt. Seine Verbitterung übertrug sich auch auf die junge Qiu Jin. Ihr Vater, Qiu Shounan, war Regierungsbeamter. Ihre Mutter, mit Nachnamen Shan, stammte ebenfalls aus einer angesehenen literarischen und regierungsnahen Familie. Mit ihrem älteren Bruder und ihrer jüngeren Schwester wuchs Qiu in Xiamen und ihrer Familie in Shaoxing in der östlichen Provinz Zhejiang auf. Allen Berichten zufolge hatte sie eine behütete Kindheit.
Zum Zeitpunkt ihrer Kindheit war China durch eine tief verwurzelte patriarchalische Gesellschaft geprägt, die den Platz einer Frau auf das Haus festlegte. Sie wurde gezwungen, ihre Füße zu binden, Näharbeiten zu lernen und – in Qius Augen am schlimmsten – sich einer arrangierten Ehe zu unterwerfen. Ihre Mutter Dāntài (單太), eine wohlhabende und gebildete Frau, brachte ihr das Lesen und Schreiben bei. Bereits als Mädchen schrieb sie Gedichte und studierte chinesische Kampfheldinnen wie Hua Mulan, wobei sie davon träumte, eines Tages ihren eigenen Namen in den Geschichtsbüchern zu finden. Mit elf Jahren lernte sie die klassischen Dichter kennen und war besonders von Du Fu fasziniert. Im Elternhaus ihrer Mutter trainierte sie auch das Reiten, den Schwertkampf sowie Hoch- und Weitsprung. Auf Fotos ließ sie sich gern mit einem japanischen Schwert abbilden. Ihr Leben lang empfand sie tiefe Dankbarkeit ihrer Mutter gegenüber und ließ nach deren Tod mit 62 Jahren einen Maler ein Bild von ihr anfertigen.

### Ehe und Umzug nach Peking
Im Alter von 21 Jahren wurde sie mit Wang Tíngjūn verheiratet. Er wurde durch Qius Vater für sie ausgewählt und war der Sohn eines reichen Kaufmanns aus der Provinz Hunan. 1903, sieben Jahre nach der Hochzeit, zog das junge Paar mit seinen zwei Kindern von Hunan nach Peking. Ihr Ehemann stellte sich als Alkoholiker heraus.
Für Qiu war das Leben in der kaiserlichen Hauptstadt entschieden weniger langweilig. Sie schloss Freundschaften mit gleichgesinnten Frauen und begann sich für Chinas politische Angelegenheiten zu interessieren. Sie unterließ das Füßebinden, trank reichlich Wein und experimentierte mit geschlechtsunkonformer Bekleidung und Schwertkampf.
Unbeirrt stieg Qiu zu einer frühen und erbitterten Verfechterin der Befreiung chinesischer Frauen auf, indem sie sich den vorherrschenden konfuzianischen Geschlechter- und Klassennormen widersetzte, indem sie sich dem Füßebinden und den für Frauen vorgesehenen Bekleidungskonventionen widersetzte und ihre junge Familie verließ, um eine Ausbildung im Ausland anzustreben.
Folgender Ausschnitt aus einem Gedicht Qius aus dem Jahr 1903 dokumentiert ihre Wahrnehmung der Stellung der Frau im alten China:
```
Mein Körper erlaubt mir nicht,
Mich unter die Männer zu mischen,
Aber mein Herz ist viel mutiger
Als das eines Mannes.
```

Zur Zeit der Niederschrift des Gedichts war China ein in Nöte geratenes Reich; die Qing-Regierung befand sich in den letzten Zügen und litt unter dem Gewicht des internen bürokratischen Verfalls und des äußeren Drucks ausländischer Mächte. Doch die Frustration ihrer Ehe forderte einen tiefen Preis für ihre Psyche. Ihr Ehemann, so fühlte sie sich, sei unkultiviert und habe kein Interesse an Poesie oder Bildung. Mit der Unsicherheit der Zeit kamen Möglichkeiten für gebildete chinesische Frauen wie Qiu. Dadurch befand sich Qiu bald an der Spitze einer neuen Welle neuer Feministinnen, die glaubten, dass Frauenrechte und politische Revolution auf natürliche Weise Hand in Hand gingen.

### Weggang nach Japan
Im Sommer 1904 traf Qiu, damals 28, eine mutige Entscheidung: Sie verließ ihren Ehemann und ihre beiden Kinder, verkaufte ihren Schmuck und segelte nach Japan. (Aus diesem Grund nennen Forscher sie manchmal „Chinas Nora“, nach der Figur in Henrik Ibsens Stück Ein Puppenheim aus dem Jahr 1879). Sie fasste ihr Leben in einem Gedicht von 1904 mit dem Titel Bedauern: Zeilen, die auf dem Weg nach Japan geschrieben wurden zusammen:
```
Sonne und Mond haben kein Licht mehr, die Erde ist dunkel,
Unserer Frauen Welt ist so tief gesunken, wer kann uns helfen?
Den Schmuck verkauft, um diese Reise über die Meere zu bezahlen,
Abgeschnitten von meiner Familie verlasse ich mein Heimatland.
Indem ich meine Füße losbinde, reinige ich mich von tausend Jahren Gift
Mit heißem Herz erwachen aller Frauen Geister.
Ach, dieses zarte Tuch hier
Ist halb mit Blut befleckt und halb mit Tränen.
```

Am Kōbun-Gakuin (弘文学院) wurde sie in einen Intensivkurs für Lehrer aufgenommen. In den vom Verein der chinesischen Austauschstudenten (中国留学生会館) angebotenen Japanischkursen verbesserte sie ihre Sprachkenntnisse und nahm an den wöchentlichen Treffen der Studenten ihrer Heimatregion Zhejiang teil. An der Praktischen Frauenschule Aoyama (aoyama jissen jogakkō 青山実践女学校) studierte sie Pädagogik, Kunsthandwerk und Krankenpflege. Bis spät in die Nacht widmete sie sich dem Studium. Im Kampfkunstverein von Kōjimachi-Kagurazaka lernte sie die Herstellung von Sprengstoffen und verbesserte ihre Treffsicherheit.
Kurz nach ihrer Ankunft in Japan trat sie der Kōmontenchikai (洪門天地会, auch sangōkai 三合会), einer Geheimgesellschaft in Yokohama bei und stieg in den Rang eines „weißen Fächers“ auf. Aktiv wurde sie auch in der im September 1904 gegründeten Guangfuhui (光復會 „Revive the Light Society“) und der im September 1905 gegründeten Tongmenghui von Sun Yat-sen. In der Tongmenghui entstand ein enges Zusammengehörigkeitsgefühl zwischen den aus Zhejiang stammenden Studenten. Qiu Jin wirkte auch an der Gründung einer rein weiblichen Organisation mit, der Gongaihui (共愛會).

### Rückkehr nach China und Tod

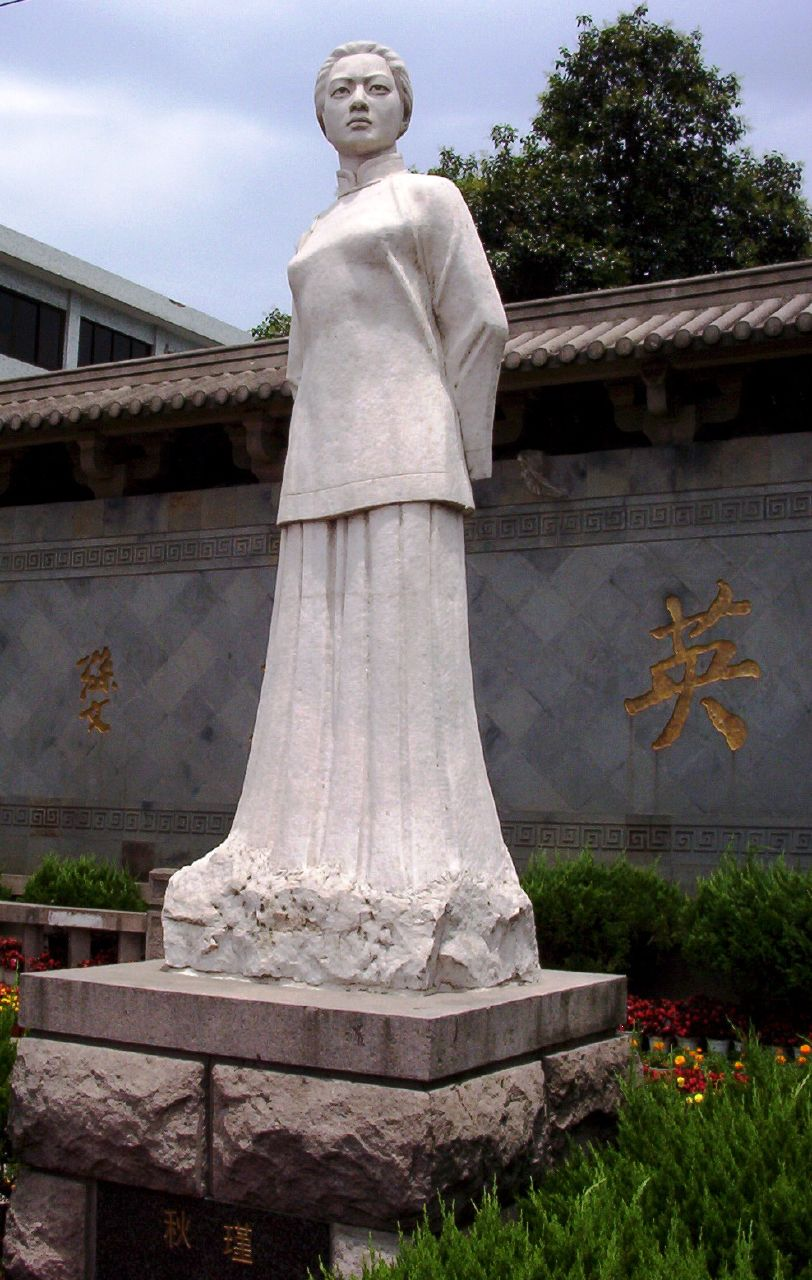
Statue von Qiu Jin in Shaoxing

Im Februar 1905 kehrte sie nach China zurück. Ihr Ziel war es, ihren Cousin Xu Xilin, der wie sie selbst in Shaoxing aufgewachsen war, in die Tongmenghui aufzunehmen. Sie bat vor ihrer Heimreise Táo Chéngzhāng (陶成章), ein Mitglied der Guangfuhui, ihr ein Empfehlungsschreiben für die Aufnahme auszustellen. Dieses überreichte sie Cai Yuanpei, dem Anführer der Bewegung in Shanghai, der auch seine Zustimmung gab.
Im Frühling 1905 reiste sie wieder nach Japan, um sich im Verein der chinesischen Austauschstudenten weiter um die Mitgliederwerbung zu kümmern und gegen die japanischen Vorschriften für Austauschstudenten (ryūgakusei torishimarikizoku 留学生取締規則) zu protestieren. In Tokio besuchte sie eine von Shimoda Utako gegründete Frauenschule und verkürzte ihren Namen zu Qiu Jin. Der Schwerpunkt ihrer Aktivitäten fand jedoch außerhalb des Klassenzimmers statt, denn sie knüpfte Kontakte zu anderen reformorientierten chinesischen Studenten, die es wie sie anstrebten, die Revolution in der Heimat voranzubringen. Sie schloss sich einflussreichen Anti-Manchu-Geheimgesellschaften an, einschließlich der Restaurationsgesellschaft und der Revolutionären Allianz von Sun Yat-sen.
Sie kehrte im Jahr 1906 mit militanter Entschlossenheit nach China zurück, um die Sache der Frauen voranzubringen und die Qing-Regierung zu stürzen.
Sie gründete die kurzlebige „Chinesische Frauenzeitschrift“, die im Gegensatz zu den meisten feministischen Magazinen die Volkssprache verwandte, um ein breiteres Publikum über Themen wie die Grausamkeit des Fußbindens und arrangierte Ehen anzusprechen. Sie lernte zudem, wie man Bomben baut.
1907 wurde sie Leiterin der Shaoxing Datong Schule für Sportlehrer. Entgegen der Bezeichnung war der eigentliche Zweck der Schule die Ausbildung von militärischen Kadern für die Revolution, der sich auch andere Lehrer der Schule, wie Wang Jinfa und Zhuo Zhuoxian verschrieben hatten. Geplant war, in Zhejiang und Anhui eine Revolution zu starten, um dann die Truppen zu vereinen und Nanjing einzunehmen.
Xu Xilin, ihr Freund und Gründer der Schule, wurde hingerichtet, weil er seinen Manchu-Vorgesetzten ermordet hatte: Am 6. Juli 1907 verübte er in Anqing einen erfolgreichen Anschlag auf En Ming, den Gouverneur der Provinz Anhui. Der geplante Aufstand wurde jedoch verraten und niedergeschlagen und Xu Xilin wurde festgenommen, verhört und hingerichtet. Nach Xus Tod warnten Freunde Qiu, dass Qing-Truppen nach Shaoxing kamen, um die Frau zu finden, die sie für seine Mitverschwörerin hielten; sie verweigerte sich jedoch einer Flucht. Am 12. Juli wurde auch Qiu Jin verhaftet. Da belastendes Material gegen sie vorlag, wurde sie verurteilt und drei Tage später enthauptet. In einer Szene, die seither in einer Vielzahl von Formen geehrt und ausgeschmückt wurde, versuchte Qiu zurückzuschlagen, wurde aber schnell gefangen genommen, gefoltert und enthauptet.
Ihr Grab liegt neben dem Westsee in Hangzhou, in der Volksrepublik China wurde ihr in Shaoxing ein Museum errichtet. Mehr als ein Jahrhundert nach ihrem Tod besuchen viele Chinesen immer noch ihr Grab am Westsee in Hangzhou, um der Frau, die fest in das Nationalbewusstsein eingebettet ist, als kühne feministische Heldin Respekt zu zollen. Manche können auch noch die berühmten Worte, die sie kurz vor ihrem Tod geschrieben hat, aufsagen: „Herbstwind, Herbstregen, füllen das Herz mit Melancholie.“ Ihr Nachname Qiu bedeutet auf Chinesisch „Herbst“.

### Vermächtnis
Ihr Vermächtnis als eine von Chinas wegbereitenden Feministinnen und Revolutionärinnen nahm seinen Ausgangspunkt mit ihrem Tod am 15. Juli 1907, als sie mit 31 Jahren von kaiserlichen Armeeeinheiten enthauptet wurde, die sie wegen Verschwörung zum Sturz der Mandschu-geführten Qing-Regierung anklagten. Ihr Tod war ihr letzter Akt des Widerstandes, und er brachte ihr später einen Platz im Pantheon der revolutionären Märtyrer Chinas ein. Kritiker warfen ihr immer wieder Naivität vor, indem sie glaubte, der Sturz der Qing Chinas könne soziale und politische Probleme lösen. Andere gehen davon aus, ihr Tod sei unnötig gewesen, da sie genügend Zeit gehabt habe, um den vorrückenden Soldaten zu entkommen.

## Lu Xun und Qiu Jin
Ihr vielleicht bemerkenswertester Kritiker war Lu Xun, einer der größten Schriftsteller Chinas im 20. Jahrhundert, der glaubte, Qius rücksichtsloses Verhalten in Shaoxing sei auf die enorme Bewunderung zurückzuführen, die sie während ihrer Zeit in Japan erfahren hatte; sie wurde „zu Tode applaudiert“, erzählte er einem Freund.
Die Figur der Rebellin Xia Yu (夏瑜) in Lu Xuns Geschichte Die Arznei aus dem Sammelband Aufruf zum Kampf ist Qiu Jin nachempfunden. Er änderte ihren Familiennamen von Qiu (秋, „Herbst“) in Xia (夏, „Sommer“) und veränderte auch das Schriftzeichen ihres Vornamens leicht. In einem Essay  schreibt er: Qiu Jin ist durch Verrat getötet worden. Kurz nach der Revolution ist sie als Heldin gefeiert worden, heutzutage nimmt man ihren Namen kaum noch in den Mund. In der Skizze „Fan Ai Nong“ (范愛農) beschreibt er, wie die Nachricht von Qiu Jins Tod in Shaoxing nach Tokyo überbracht wird.

## Filme
Dreimal wurde ihr Leben in China verfilmt, 1953 (mit Li Li-Hua), 1983 (von Xie Jin) und 2011 (von Herman Yau). Die ersten beiden Filme tragen den Titel Qiu Jin. Der neueste Film hat den Titel Jiànhú Nǚxiá Qiu Jin und ist in Deutschland unter dem Englischen Titel Woman Knight of Mirror Lake bekannt. Ein weiterer englischsprachiger Film mit dem Titel Autumn Gem wurde 2009 von Rae Chang und Adam Tow produziert.